# Rubén Marcos
Rubén Marcos Peralta (ur. 6 grudnia 1942 w Osorno, zm. 14 sierpnia 2006 tamże) – chilijski piłkarz.
Grał w Club Universidad de Chile, Palestino a także reprezentacji Chile, brał udział w mistrzostwach świata w 1966 (zdobył na nich dwie bramki) 
oraz Copa América 1967. Stadion Estadio Municipal Rubén Marcos Peralta w Osorno został nazwany na cześć Rubéna Marcosa.
Zmarł w wieku 63 lat na atak serca.